# Gare de Budaörs
La gare de Budaörs (en hongrois : Budaörs vasútállomás) est une halte ferroviaire hongroise, située à Budaörs.